# Sanctus
Sanctus ([Са́нктус] с лат. — «свят»), также Свят, свят, свят или Серафимская песнь — древний христианский литургический гимн, входит в состав большинства древних литургий, как западных, так и восточных. Не следует путать его с молитвой Трисвятое. Во всех обрядах, использующих песнопение «Свят, свят, свят», оно входит в состав анафоры и следует, как правило, после префации. В истории профессиональной западноевропейской музыки Sanctus (и входящий в его состав Benedictus) входит в ординарий мессы.

## Состав
Гимн состоит из двух частей, обе представляют собой слегка изменённые библейские цитаты. Первая фраза песни «Свят, Свят, Свят Господь Бог Саваоф. Полны небеса и земля славы Твоей» восходит к третьему стиху шестой главы Книги пророка Исаии «И взывали они друг ко другу и говорили: Свят, Свят, Свят Господь Савао́ф! вся земля полна славы Его!» (Ис. 6:3). В пророческом видении эту фразу пели серафимы, окружавшие престол Божий.
Вторая фраза «Оса́нна в вышних! Благословен Грядущий во имя Господне! Осанна в вышних!» — слегка изменённая цитата из Евангелия от Матфея  (Мф. 21:9). Как описано в Евангелии, возгласами «осанна» и «Благословен Грядущий во имя Господне» народ приветствовал Христа во время входа Господня в Иерусалим.

## Западные литургии
В римском обряде гимн следует за префацией непосредственно перед эпиклезой и тайноустановительными словами. Он входит в каждую из четырёх используемых в настоящее время в латинском обряде Католической церкви евхаристических молитв. Sanctus — одна из древнейших частей римской литургии. Её упоминает папа Климент I, погибший в конце I века. Папа Сикст I ввёл её в римский канон около 120 года.
Sanctus входит в евхаристический канон и прочих западных литургических обрядов. По свидетельству Германа Парижского гимн Sanctus в галликанском обряде имел ту же самую форму, что и в римском. В амвросианском обряде Санктус также ничем не отличается от римского. Небольшие текстовые отличия существуют в мосарабском обряде, вместо «осанна» поётся «осанна Сыну Давидову» и существует дополнительное восклицание — Agyos, agyos, agyos Kyrie o Theos.

## Восточные литургии
В византийском обряде (литургия Иоанна Златоуста и литургия Василия Великого, используемые различными православными и грекокатолическими церквями) гимн разделяет в составе анафоры благодарственную и историческую части (см. Литургия верных). В Русской православной церкви неофициально известен как «Серафимская песнь».
Гимн Санктус присутствует и в литургиях александрийской и антиохийской традиций. В литургии апостола Марка, использовавшейся церковью Александрии в первом тысячелетии, в её наследнице — литургии Кирилла Иерусалимского, которая и поныне используется в коптском обряде, и в литургии апостола Иакова западно-сирийского обряда (Сирийская православная церковь, Сирийская католическая церковь) данный гимн располагается между префацией и анамнесисом. В халдейской литургии апостолов Фаддея и Мария (Ассирийская церковь Востока, Халдейская католическая церковь) он также следует непосредственно за префацией.

## Текст
Текст, принятый в современной Русской православной церкви:
Свя́т, Свя́т, Свя́т Госпо́дь Савао́ф, испо́лнь не́бо и земля́ сла́вы Твоея́; оса́нна в вы́шних, благослове́н Гряды́й во и́мя Госпо́дне, оса́нна в вы́шних..
Текст, используемый в католическом богослужении латинского обряда на русском языке:
Свят, Свят, Свят Господь Бог Саваоф. Полны небеса и земля славы Твоей. Осанна в вышних. Благословен Грядущий во имя Господне. Осанна в вышних.
Латинский текст:
Sanctus, Sanctus, Sanctus. Dominus Deus Sabaoth. Pleni sunt caeli et terra gloria tua. Hosanna in excelsis. Benedictus qui venit in nomine Domini. Hosanna in excelsis.